# Teresita (Benet Mercadé)
Teresita és el nom amb què es coneix una pintura sobre tela feta per Benet Mercadé Fàbrega el 1897 i que es troba conservada actualment a la Biblioteca Museu Víctor Balaguer, amb el número de registre 1646 d'ençà que va ingressar el 1956 formant part de l'anomenat "Llegat 1956" format per un conjunt d'obres provinents de la col·lecció Lluís Plandiura i Pou- Victòria González.

## Descripció
Dona vestida de color gris asseguda en un sofà que s'està posant bé una sabata. Va emmarcat. Potser podria tractar-se de Teresita, present a molts quadres de l'artista.

## Inscripció
Al quadre es pot llegir la inscripció B. Mercadé (inferior esquerre) Al darrere: Benet Mercadé / 1821-1897; Al darrere: Luis Buxó Tresangels, hijo del / grabador Esteban y hermano político / de Antonio Caba / 1838-1907.